# 魯迪什克斯
魯迪什克斯是立陶宛的城市，位於特拉凱以南15公里，距離首都維爾紐斯39公里，由維爾紐斯縣負責管轄，海拔高度147米，市內的天主教教堂在1932年建成，2010年人口2,414。